# Oecetis pretakalpa
Oecetis pretakalpa är en nattsländeart som beskrevs av Schmid 1995. Oecetis pretakalpa ingår i släktet Oecetis och familjen långhornssländor. Inga underarter finns listade i Catalogue of Life.